# Jaboatão dos Guararapes
Jaboatão dos Guararapes é um município brasileiro do estado de Pernambuco, Região Nordeste do país. Está localizado na Região Metropolitana do Recife, situando-se a sul da capital do estado, da qual dista cerca de 18 km. Ocupa uma área de 258,7 km², estando 23,6 km² formando o perímetro urbano e os 233,7 km² restantes formando a zona rural do município. Segundo estimativa do Instituto Brasileiro de Geografia e Estatística (IBGE), em 2020 sua população era de 706 867 habitantes, sendo, desta forma, o segundo município mais populoso do estado. Além disso, é o maior município em população sem ser capital no Norte-Nordeste, sendo também, maior fora do eixo Rio-São Paulo.
As terras que formam o atual território municipal foram concedidas por Duarte Coelho, em 1566, a Gaspar Alves Purga e Dona Isabel Ferreira, com o objetivo de desenvolver a produtividade das terras. Numa extensão de uma légua, foi instalado o engenho São João Batista, o qual foi vendido em 1573 a Fernão Soares, cuja herdeira, Maria Feijó, foi casada com o português Antônio Bulhões, havendo a mudança do nome do engenho para Bulhões. O município foi fundado sob o nome de Jaboatão em 4 de maio de 1593 por Bento Luiz  de Figueirôa, o terceiro proprietário do antigo Engenho São João Batista. A cidade é conhecida como "Berço da Pátria", por ter sido palco da Batalha dos Guararapes, travada em dois confrontos, em 1648 e 1649. Nesta batalha, pernambucanos e portugueses expulsaram os invasores holandeses do seu território. Em 1989, o município passou a chamar-se "Jaboatão dos Guararapes", parte em homenagem ao Monte dos Guararapes, local onde ocorreu a batalha, que foi parte da Insurreição Pernambucana e parte para barrar diversas tentativas de emancipação do Distrito de Prazeres, por este motivo a sede da prefeitura foi transferida do centro do município para o distrito de prazeres, porém ao mudar o local da sede do município o nome deste deve ser mudado, por este motivo acrescentou-se o "dos Guararapes" ao antigo nome do município passando assim a Jaboatão dos Guararapes o mesmo ocorreu com a bandeira, foi acrescida do texto "dos Guararapes".
Jaboatão dos Guararapes destaca-se por sua indústria, possuindo o terceiro maior PIB industrial de Pernambuco e estando situado numa região estratégica de desenvolvimento econômico de Pernambuco, junto com as cidades de Cabo de Santo Agostinho e Ipojuca, localizando no caminho entre Recife e o Porto de Suape, que é o principal polo de investimentos do estado. É cortado pelas principais rodovias do estado, a BR-101 (de norte a sul), a BR-232 (de leste a oeste) e o futuro Arco Metropolitano, que tem em seu projeto um traçado no sul do município. Juntamente com outros municípios da sua região, Jaboatão faz parte do Território Estratégico de Suape, criado pela Agência de Desenvolvimento de Pernambuco (CONDEPE/FIDEM) para delimitar a área de influência do Complexo Industrial e Portuário de Suape.

## Etimologia
O topônimo Jaboatão dos Guararapes tem origem indígena, existindo várias teorias que procuram explicar sua origem:
- Para alguns autores, é derivado do vocábulo "jabotiatão" — jabuti (uma espécie de cágado) e atam ou atã (andar) — dando a entender "andar devagar, andar como cágado".
- Segundo o lexicógrafo Antenor Nascentes, o topônimo tem origem de "uma planta não identificada, que dá mastros para embarcação". A denominação dessa espécie de árvore, segundo o também lexicógrafo Teodoro Sampaio, vem do tupi yapoa'tã, significando "o indivíduo linheiro, o tronco reto". De acordo com o lexicógrafo Rodolfo Garcia, ya (o que tem), po ou bo (fibra) e an'tã (dura), significando "arbusto de fibra dura". Enquanto "Guararapes", também originado da língua tupi, significaria "som, estrondo ou estrépito" provocado por queda ou pancada, tendo a intenção de exprimir o rumor que fazem as águas caindo nas concavidades e cavernas daqueles montes.[15]
- Segundo o tupinólogo Eduardo Navarro em seu Dicionário de Tupi Antigo (2013), o topônimo vem dos termos tupis antigos 'yapuatã ("rio barulhento":  'y, rio + yapu, barulho forte + atã, forte) e guararapé ("caminho das guararas": guarara, guarara  (uma espécie de ave) + pé, "caminho").[16]

## História

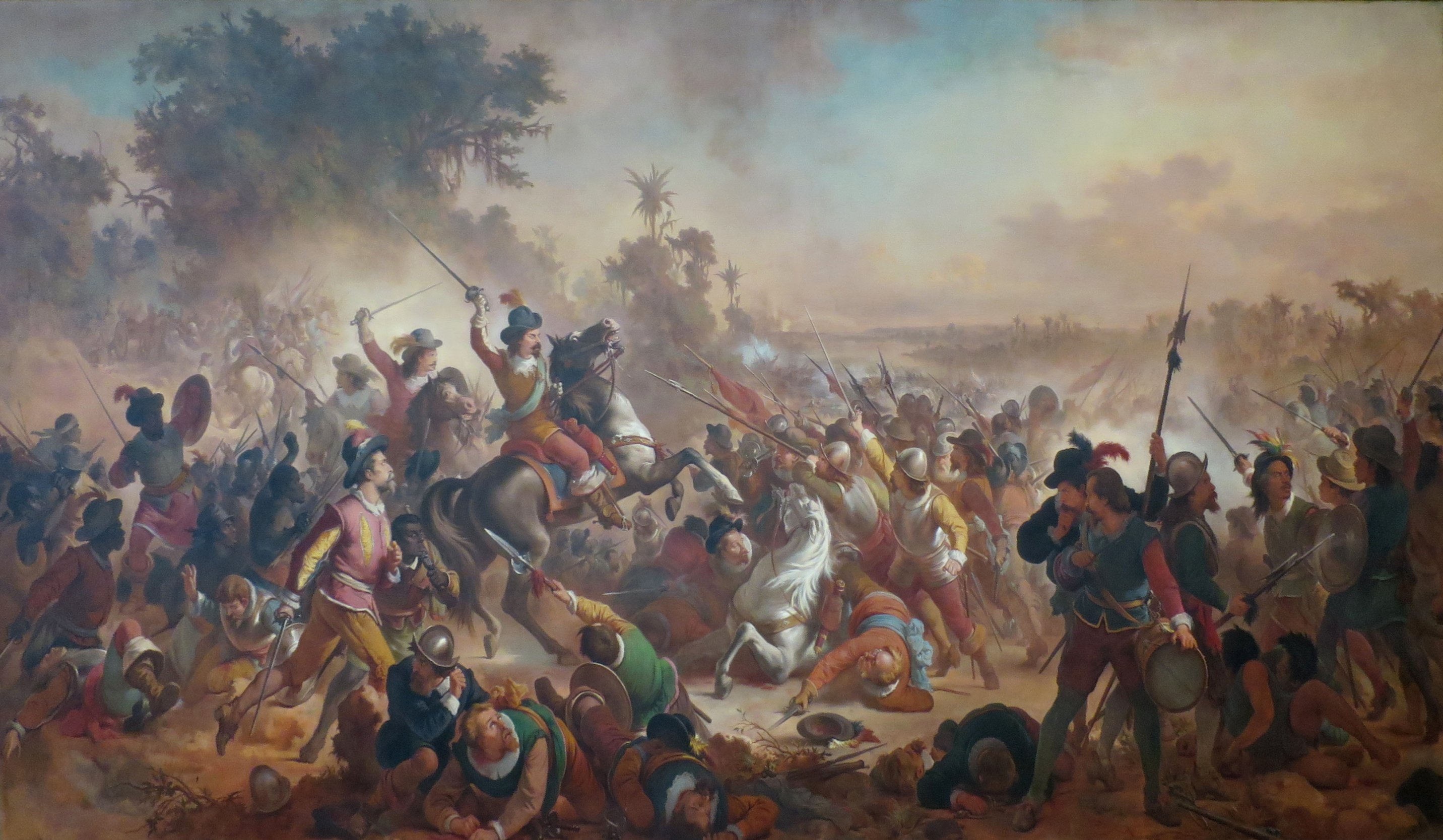
As Batalhas dos Guararapes, episódios decisivos na Insurreição Pernambucana, são consideradas a origem do Exército Brasileiro.

Na época das capitanias hereditárias os donatários concediam lotes, em regime de sesmarias, para desenvolver a produtividade das terras. Em 1566, por uma carta de sesmaria lavrada na vila de Olinda, Duarte de Albuquerque Coelho (segundo donatário de Pernambuco) concedeu a Gaspar Alves de Pugas uma légua de terras situadas nas margens do rio Jaboatão, judicialmente demarcadas em 1575. Grande parte dessa sesmaria foi vendida, em 15 de setembro de 1573, a Fernão Soares, que, juntamente com seu irmão, Diogo Soares, construiu o Engenho Nossa Senhora da Assunção (posteriormente Suassuna), o qual começou a moer em 1587. Gaspar Alves de Pugas ainda ficou com uma grande parte da sesmaria, na qual construiu  o Engenho São João Batista (atual Usina Bulhões), que já estava em atividade em 1575. Em 1584 esse engenho foi comprado por Pedro Dias da Fonseca, que nove anos depois o revendeu aos portugueses  Bento Luiz de Figueiroa e sua mulher, D. Maria Feijó de Figueiroa, ambos naturais da cidade  do Porto. A escritura pública foi lavrada na vila de Olinda, no dia 4 de maio de 1593, considerada a data simbólica da fundação de Jaboatão. Eles se estabeleceram como terceiros proprietários do engenho, nas terras onde hoje se localiza o município de Jaboatão dos Guararapes.
Às famílias que para ali afluíram, oriundas principalmente de Olinda e do Recife, fugindo da invasão do corsário inglês James Lancaster (1591), Bento de Figueiroa doou terras para a construção de casas, na parte situada entre os rios Jaboatão e Duas Unas e na confluência dos mesmos, a título de aforamento perpétuo; a partir de então teve início o primeiro núcleo de população. Com o tempo, já desenvolvida a povoação, Bento de Figueiroa doou um terreno para erigir uma igreja, além de contribuir com donativos para a construção da mesma e terras para a constituição do seu patrimônio canônico. A igreja foi erguida sob a invocação de Santo Amaro e, em 1598, recebeu foros de paróquia. No mesmo ano foi criado um curato, por D. Antônio Barreiros, terceiro bispo do Brasil, anteriormente prior da Ordem de S. Bento de Avis; o curato foi provido em 1609. D. Maria Feijó de Figueiroa morreu no dia 12 de novembro desse mesmo ano e foi sepultada na capela-mor da igreja matriz, atendendo ao pedido que constava em seu testamento.

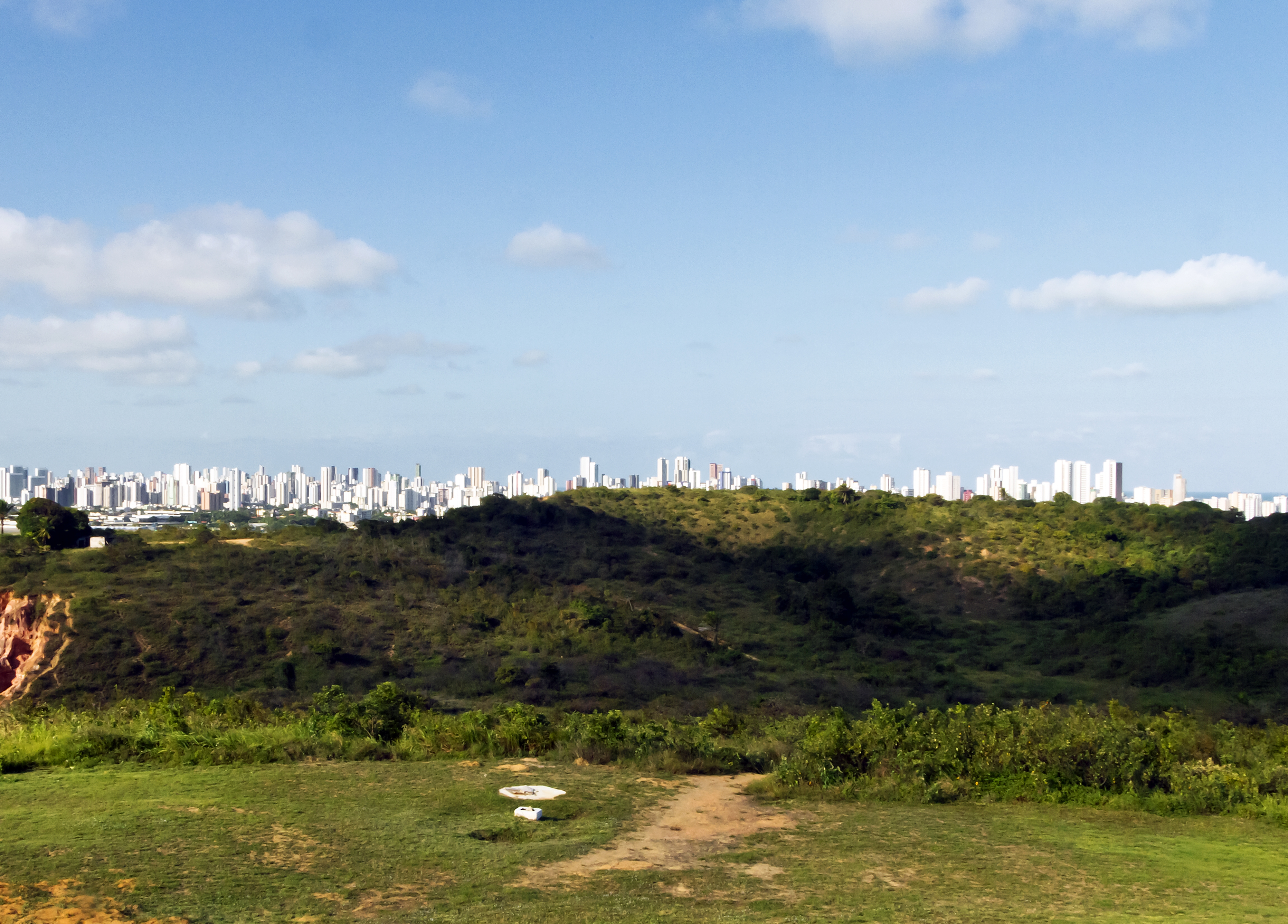
Morro dos Guararapes, local onde foram travadas as Batalhas dos Guararapes, com Recife ao fundo. O Parque Histórico Nacional dos Guararapes é bem tombado pelo IPHAN.

No dia 21 de outubro de 1633 o povoado foi invadido e saqueado por 700 neerlandeses, os quais foram rechaçados pelas tropas comandadas pelo major Pedro Correia da Gama e pelo capitão Luiz Barbalho Bezerra. No município ocorreram dois fatos importantes da história pernambucana: as lutas contra o invasor holandês, travadas nos Montes Guararapes, nos dias 19 de abril de 1648 e 19 de fevereiro de 1649. No segundo desses combates saiu ferido Henrique Dias, que morreu anos depois, em consequência dos golpes recebidos.
Em 20 de dezembro de 1962, pela lei 4692, o distrito de Cavaleiro foi desmembrado do município, emancipando-se como novo município. Em 20 de dezembro de 1963, pela lei 4964, o distrito de Muribeca dos Guararapes foi também desmembrado, formando o município de Guararapes. Mandados de segurança desfizeram esses desmembramento, voltando o município a se integrar totalmente.
Pela Lei Estadual nº 4, de 5 de maio de 1989, houve uma reestruturação, transferindo-se a sede administrativa para o então distrito de Guararapes e o município passou a denominar-se Jaboatão dos Guararapes. A mesma lei criou o distrito de Jaboatão onde antes era a sede municipal, integrado ao município de Jaboatão dos Guararapes, e anexou o território do distrito de Muribeca dos Guararapes ao distrito sede. A divisão territorial datada de 1 de junho de 1995 ratificou a divisão do município, que ficou constituído de três distritos: Jaboatão dos Guararapes (sede), Cavaleiro e Jaboatão, assim mantendo em divisão datada de 2005. No dia 11 de janeiro de 2008 a Lei Complementar nº 2 criou mais dois distritos: Curado e Jardim Jordão.
A importância dos Montes Guararapes no contexto nacional é reconhecida desde o seu tombamento, em 1961. Ratificando o valor histórico do sítio onde foram travadas as duas batalhas (1648 e 1649), foi criado o Parque Histórico Nacional dos Guararapes (PHNG), homologado através do Decreto nº 68.527, de 19 de abril de 1971. O parque conta com uma área de 3,63 quilômetros quadrados, sendo que parte desse território está sob responsabilidade do Exército. O local também é sede da Igreja de Nossa Senhora dos Prazeres dos Montes Guararapes, templo barroco que guarda os restos mortais dos heróis das lutas travadas no local.

### Formação administrativa
Em 20 de março de 1764 um alvará criou o distrito de Jaboatão, subordinado a Recife; esse distrito seria elevado à categoria de vila em 24 de maio de 1873, por força da lei provincial 1.093. Essa configuração se manteve até 27 de junho de 1884, quando a lei provincial 1.811 elevou a vila à condição de cidade. Em 11 de setembro de 1928, já na República, com a Lei Estadual n.º 1.931, a cidade ganharia estatuto de município. O nome atual só viria em 5 de maio de 1989, quando a lei estadual n.º 4 rebatizou o município.

## Geografia
Segundo o Instituto Brasileiro de Geografia e Estatística, o território do município é de cerca de 257,3 km², sendo 23,6 km² compondo a zona urbana e os 233,7 km² restantes formando a zona rural. Situa-se a 08º 06' 46" de latitude sul e 35º 00' 53" de longitude oeste, estando a 18 km a sul de Recife. Os municípios limítrofes são: Recife e São Lourenço da Mata, a norte; Cabo de Santo Agostinho, ao sul; Moreno e São Lourenço da Mata, a oeste; e o Oceano Atlântico, a leste.
De acordo com a divisão regional vigente desde 2017, instituída pelo IBGE, o município pertence às Regiões Geográficas Intermediária e Imediata do Recife. Até então, com a vigência das divisões em microrregiões e mesorregiões, fazia parte da microrregião do Recife, que por sua vez estava incluída na mesorregião do Recife.

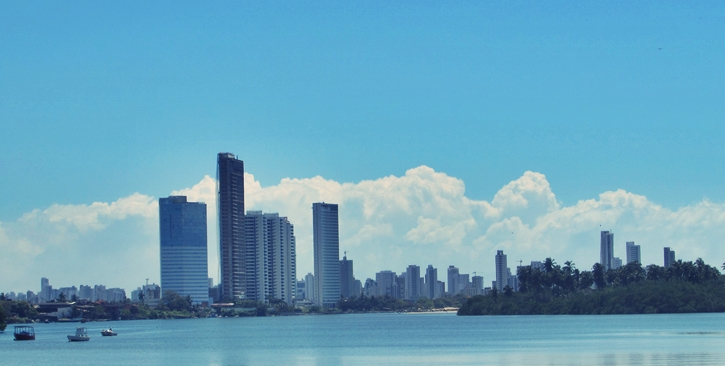
Foz do Rio Jaboatão no bairro de Barra de Jangada.

### Subdivisões
Compõem o município três distritos: Jaboatão dos Guararapes (sede), Cavaleiro e Jaboatão.

### Hidrografia
O município de Jaboatão dos Guararapes está incluído nos domínios dos Grupos de Bacias Hidrográficas de Pequenos Rios Litorâneos. Seus principais rios são os rios: rio Jaboatão e rio Tejipió. Os principais afluentes do rio Jaboatão são os rios Duas Unas, Zumbi, Palmeiras e Muribequinha. Seus principais açudes são: Palmeira, Mossaiba, Jangadinha, além da Barragem de Duas Unas.

### Clima
O município tem o clima tropical, do tipo As´. Os verões são quentes e secos. Os invernos são amenos e úmidos, com o aumento de chuvas; as mínimas podem chegar a 15 °C. As primaveras são muito quentes e secas, com temperaturas que algumas ocasiões podem chegar aos 35 °C.
| Dados climatológicos para Jaboatão dos Guararapes  | Dados climatológicos para Jaboatão dos Guararapes | Dados climatológicos para Jaboatão dos Guararapes | Dados climatológicos para Jaboatão dos Guararapes | Dados climatológicos para Jaboatão dos Guararapes | Dados climatológicos para Jaboatão dos Guararapes | Dados climatológicos para Jaboatão dos Guararapes | Dados climatológicos para Jaboatão dos Guararapes | Dados climatológicos para Jaboatão dos Guararapes | Dados climatológicos para Jaboatão dos Guararapes | Dados climatológicos para Jaboatão dos Guararapes | Dados climatológicos para Jaboatão dos Guararapes | Dados climatológicos para Jaboatão dos Guararapes | Dados climatológicos para Jaboatão dos Guararapes |
| Mês                                                | Jan                                               | Fev                                               | Mar                                               | Abr                                               | Mai                                               | Jun                                               | Jul                                               | Ago                                               | Set                                               | Out                                               | Nov                                               | Dez                                               | Ano                                               |
| -------------------------------------------------- | ------------------------------------------------- | ------------------------------------------------- | ------------------------------------------------- | ------------------------------------------------- | ------------------------------------------------- | ------------------------------------------------- | ------------------------------------------------- | ------------------------------------------------- | ------------------------------------------------- | ------------------------------------------------- | ------------------------------------------------- | ------------------------------------------------- | ------------------------------------------------- |
| Precipitação (mm)                                  | 81,4                                              | 88,4                                              | 124,9                                             | 190,4                                             | 314,1                                             | 349,9                                             | 269,5                                             | 176,5                                             | 75,1                                              | 39,2                                              | 28,4                                              | 54,9                                              | 1 792,5                                           |
| Fonte: Atlas Climatológico do Estado de Pernambuco |                                                   |                                                   |                                                   |                                                   |                                                   |                                                   |                                                   |                                                   |                                                   |                                                   |                                                   |                                                   |                                                   |

### Subdivisões

#### Regionais
- Jaboatão - Regional 1
- Cavaleiro - Regional 2
- Curado - Regional 3
- Muribeca - Regional 4
- Prazeres - Regional 5
- Praias - Regional 6
- Guararapes - Regional 7

#### Bairros

Bairros de Jaboatão dos Guararapes

- Jaboatão Centro

Manassu
Socorro
Vargem Fria
Bulhões
Santo Aleixo
Vila Rica
Floriano
Centro
Vista Alegre
Santana
Engenho Velho
Muribequinha
Rio das Velhas
- Cavaleiro

Cavaleiro
Dois Carneiros
Sucupira
Zumbi do Pacheco
- Curado

Curado I
Curado II
Curado III
Curado IV
- Muribeca

Marcos Freire
Muribeca
- Prazeres

Jardim Jordão
Guararapes
Comportas
Prazeres
Cajueiro Seco
- Praias

Piedade
Jardim Piedade
Candeias
Barra de Jangada
- Guararapes II

Guararapes
Jardim Jordão
Prazeres 

### Relevo
O município possui três tipos de relevo em seu território: as Planícies Costeiras, com trechos periódicos ou permanentemente inundados, com terraços marinhos com altitudes variando entre um e oito metros. Há, também, áreas com altitudes elevadas, podendo atingir mais de 100 metros na zona leste do município.

### Vegetação
A cobertura vegetal nativa do município é a mata atlântica, composta por floresta perenefólia, floresta caducifólia e manguezal. Hoje resta menos de 3% da cobertura original. A atividade econômica relacionada à cana-de-açúcar foi o principal responsável pelo desmatamento.

#### Reserva florestal de Manassu
A reserva está localizada no Engenho Manassu e é uma das cinco áreas de reserva ecológica do município. A reserva constitui uma área de proteção integral, de acordo com o que diz um decreto estadual de 1987, que deveria estar sob a responsabilidade e proteção da Companhia Pernambucana de Recursos Hídricos (CPRH). Devido ao impasse fundiária entre a Companhia Pernambucana de Recursos Hídricos e o Instituto Nacional de Colonização e Reforma Agrária, o decreto ainda não foi validado. A reserva possui 264,24 hectares e é bastante rica em fauna e flora. A região da reserva é cortada pelos rios Manassu e Mussaíba, que nascem no município de São Lourenço da Mata e que são afluentes do rio Jaboatão. Eles encontram-se relativamente bem preservados.
Os impasses entre os dois órgãos citados atrapalham a fiscalização desse refúgio, que está, pouco a pouco, sendo destruído pela extração de madeira na época de festejos juninos. As principais espécies encontradas são: visgueiros, sucupiras, imbiribas, pau-ferro, urucuba, munguba, entre outras.

### Solo
Os principais tipos de solos encontrados no município são: latossolo vermelho amarelo distrófico, podzólico vermelho amarelo, podzol hidromórfico, solos aluviais, areias quartzosas marinhas e solos indiscriminados de mangues.

### Geologia
O município está incluído, geologicamente, na Província da Borborema, sendo constituído por complexo gnáissico-migmatítico, rochas plutônicas, grupo pernambuco (formação cabo), formação barreiras e depósitos quatemários.

## Demografia
Jaboatão dos Guararapes é o segundo maior município de Pernambuco em população. Segundo a estimativa para 1 de julho de 2018 do Instituto Brasileiro de Geografia e Estatística, sua população era de 697 636 habitantes, distribuídos numa área de 258,694 quilômetros quadrados, tendo, assim, uma densidade demográfica de 2 491,82 habitantes por quilômetro quadrado.

### População dos bairros

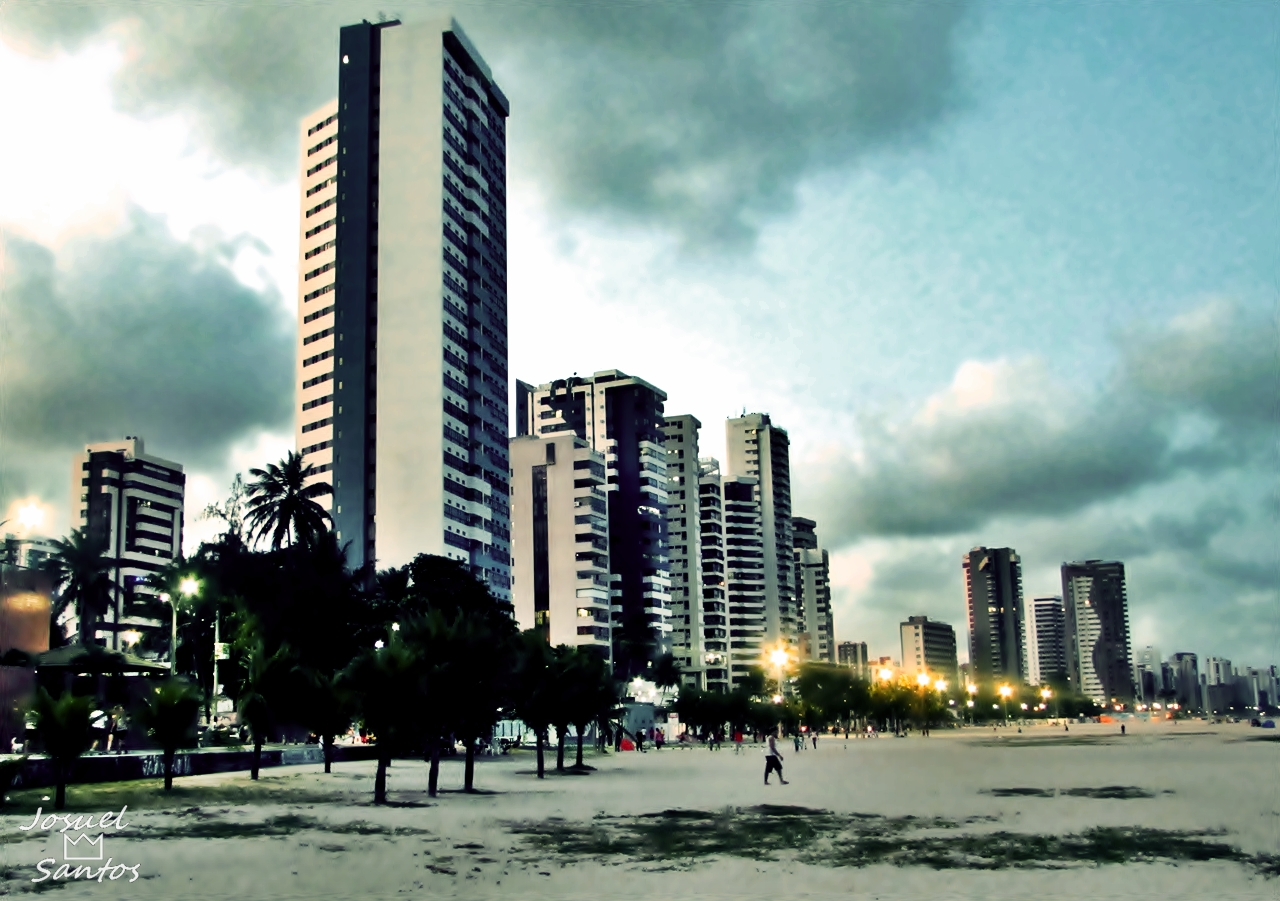
Candeias é o bairro mais populoso do município.

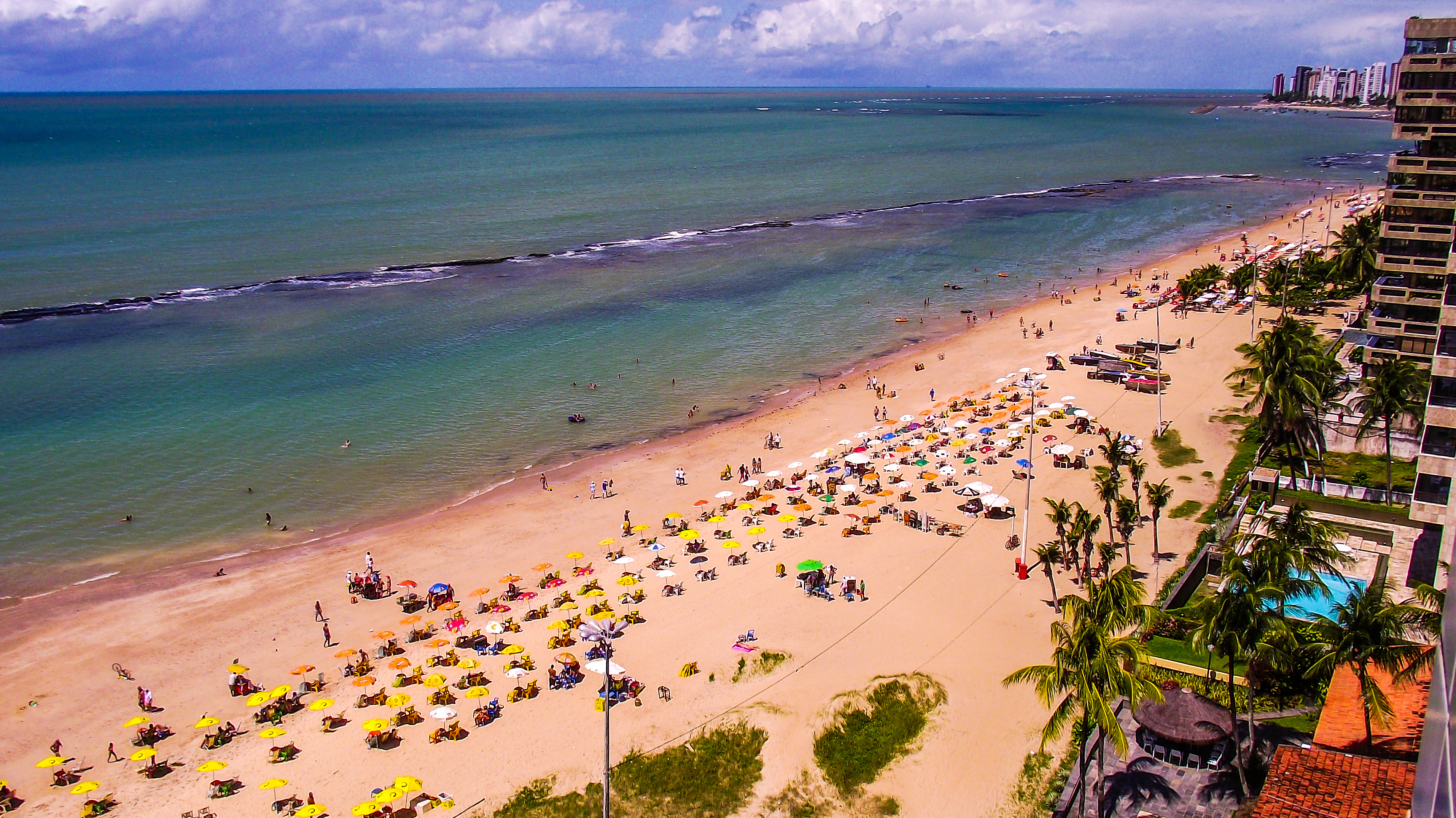
Piedade é o segundo bairro mais populoso do município.

| Posição | Bairro           | População |
| ------- | ---------------- | --------- |
| 1       | Candeias         | 64 587    |
| 2       | Piedade          | 64 503    |
| 3       | Cajueiro Seco    | 52 535    |
| 4       | Curado           | 46 449    |
| 5       | Guararapes       | 38 985    |
| 6       | Cavaleiro        | 38 677    |
| 7       | Barra de Jangada | 36 214    |
| 8       | Prazeres         | 35 594    |
| 9       | Vila Rica        | 29 722    |
| 10      | Zumbi do Pacheco | 28 125    |
| 11      | Jardim Jordão    | 27 010    |
| 12      | Muribeca         | 26 147    |
| 13      | Sucupira         | 25 975    |
| 14      | Santo Aleixo     | 22 019    |
| 15      | Marcos Freire    | 20 744    |
| 16      | Dois Carneiros   | 19 647    |
| 17      | Centro           | 12 518    |
| 18      | Vista Alegre     | 10 894    |
| 19      | Floriano         | 10 724    |
| 20      | Áreas rurais     | 7 218     |
| 21      | Engenho Velho    | 7 177     |
| 22      | Santana          | 5 937     |
| 23      | Socorro          | 5 753     |
| 24      | Comportas        | 2 869     |
| 25      | Muribequinha     | 1 953     |
| 26      | Manassu          | 1 689     |
| 27      | Vargem Fria      | 799       |
| 28      | Bulhões          | 156       |

### Religião
A cidade de Jaboatão dos Guararapes tem uma grande diversidade de igrejas e religiões. Na cidade, cerca de 44% são adeptos do catolicismo. Porém, também há uma grande porcentagem de evangélicos/protestantes na cidade (35,2%). Dentre as igrejas evangélicas, a Assembleia de Deus é a maior delas e possui o maior número de adeptos,62 138. A Igreja Universal também está bem presente com 12 235 membros, a Congregação Cristã no Brasil com 8 315, a igreja batista com 8 236, e a igreja Deus é amor com 6.944. Entre outros grupos cristãos sem relação com evangélicos/protestantes ou católicos, estão os de A Igreja de Jesus Cristo dos Santos dos Últimos Dias que conta com cerca de 11 647 membros, e as Testemunhas de Jeová com cerca de 15 877. Também destaca-se a Igreja Batista Central do Jaboatão (IBCJ), que é a igreja independente com maior quantidade de membros, aproximadamente 6 000. Os Espíritas são cerca de 50 mil pessoas, e também há na cidade comunidades de Religiões Asiáticas (como Budismo e Hinduísmo), muçulmanos e Candomblecistas.
Segundo o censo brasileiro de 2022, a composição religiosa da cidade era de 40,24% católicos, 36,31% evangélicos ou protestantes, 1,42% espíritas, 0,56% umbandistas ou candomblecistas, 0,04% religião tradicional, 6,49% outras religiões, 14,88% irreligiosos, 0,01% não informados e 0,05% não declarados.

## Economia

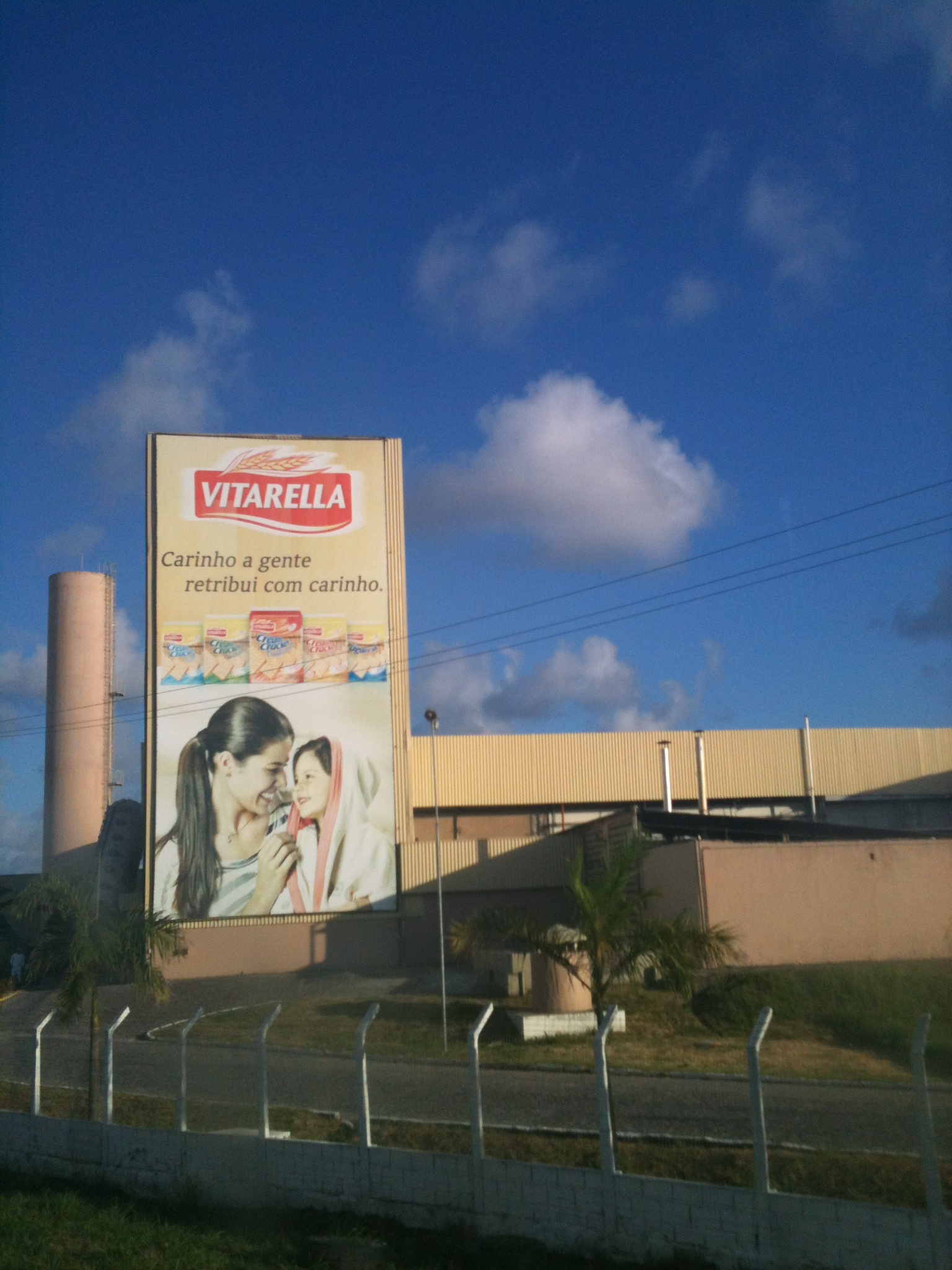
Fábrica da Vitarella no bairro de Prazeres.

Segundo dados sobre o produto interno bruto dos municípios, divulgado pelo Instituto Brasileiro de Geografia e Estatística referente ao ano de 2013, a soma das riquezas produzidos no município é de R$ 13 217 350 000,00 reais (o 2° maior do estado). Sendo o setor de serviços o mais  representativo na economia jaboatonense, somando R$ 6 452 834 000,00 reais. Já os setores industrial e da agricultura representam R$ 2 409 224 000,00 reais e R$ 23 836 000,00 reais, respectivamente. O produto interno bruto per capita do município é de R$ 19 410,36 (o 8° maior do estado).

### Serviços
Com um diversificado setor comercial que representa mais de 50% do produto interno bruto do município, a cidade apresenta grandes bairros comerciais como Cavaleiro, Jaboatão Centro, e Prazeres. No bairro de Piedade, encontra-se um dos maiores e mais movimentados shoppings de Pernambuco, o Shopping Guararapes.

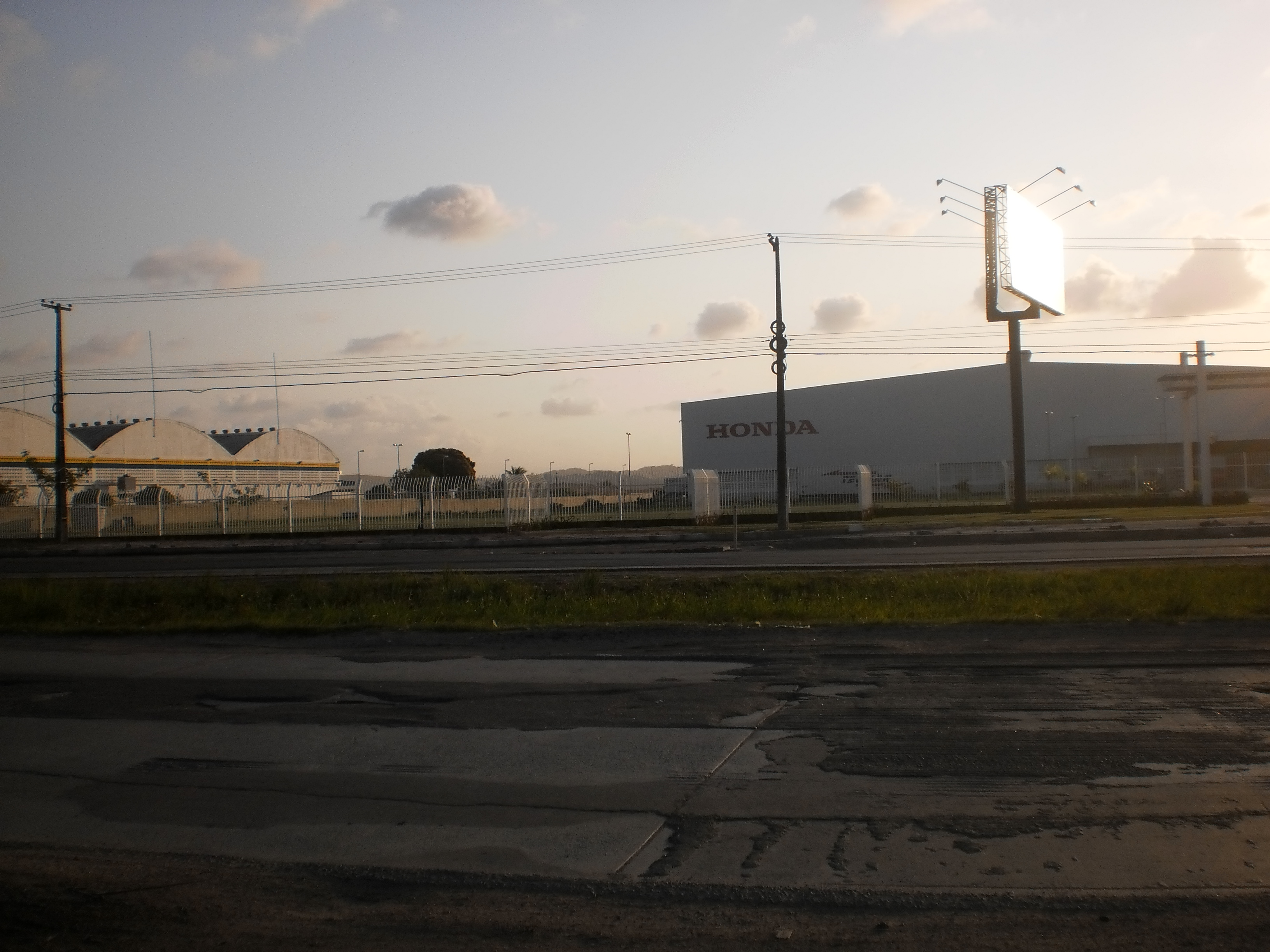
Área industrial no bairro de Prazeres.

### Indústria
Jaboatão localiza-se entre o Recife e o Porto de Suape: por isso, possui um importante distrito industrial. Estão instaladas, no município, fábricas como a da Coca-Cola, da Unilever, da Arno, da Basf e da Vitarella. Jaboatão também é um importante  centro logístico, destacando-se o Centro de Distribuição da Rede Wal-Mart e a Nestlé, possui várias transportadoras entre elas a Rapidão Cometa. Jaboatão receberá a fábrica de Novartis, a empresa suíça que seria instalada no Polo Farmacoquímico e de Biotecnologia em Goiana (PE), vai ser instalada em Jaboatão dos Guararapes. A construção da fábrica de vacinas terá um investimento de 300 milhões de dólares estadunidenses (480 milhões de reais) e vai gerar cerca de 120 postos de trabalho.

## Estrutura

### Educação
Jaboatão conta com grandes  instituições de ensino superior, tais quais o Centro Universitário dos Guararapes - FG, Faculdade Metropolitana,  Faculdade Europeia - FEPAM, Faculdade Maurício De Nassau; O Grupo Tiradentes(universidade e Faculdades), no caso primeiro curso de Medicina da Cidade na Faculdade Tiradentes(FITS);  UNOPAR; IESP - Instituto de Ensino Superior de Piedade -UNIP; Associação Pernambucana de Ensino Superior-APESU; Uninter; Faculdade Estácio; Faculdade de Teologia Cristã Humanística - FATECH; mas, por sua proximidade com Recife, boa parte de seus estudantes estudam no Recife. Em Jaboatão, ainda existem outras faculdades privadas, além de polos da UFPE(Universidade Federal de Pernambuco) e da UFRPE(Universidade Federal Rural de Pernambuco) e uma escola técnica estadual (ETE).
Existem 87 223 alunos matriculados no ensino fundamental em Jaboatão, sendo 35 599 na rede municipal, 27 041 na rede estadual e 24 583 na rede privada, e também 25 055 no ensino médio, sendo 19 844 na rede estadual, 1 720 na rede municipal e 3 491 na rede privada.
A nota do IDEB de Jaboatão em 2015 foi de 4,9, com a cidade ficando à frente da capital Recife, com 4,6, e da média do Estado de Pernambuco, também com 4,6.

### Saúde
Em Jaboatão, existem 2 hospitais públicos: um no bairro de Prazeres e outro em Jaboatão. O município conta com mais 3 unidades de pronto atendimento nos bairros de Engenho Velho, Curado e em Barra de Jangada. O bairro de Prazeres ainda conta com uma policlínica que possui várias especialidades médicas.
Alguns bairros do município ficam próximos a hospitais de outras cidades, como é o caso de Sotave, que fica perto do Hospital Dom Helder Câmara, no Cabo de Santo Agostinho, e Cavaleiro, que fica próximo ao Hospital Otávio de Freitas, no Recife. No bairro de Piedade, encontra-se o Hospital da Aeronáutica.

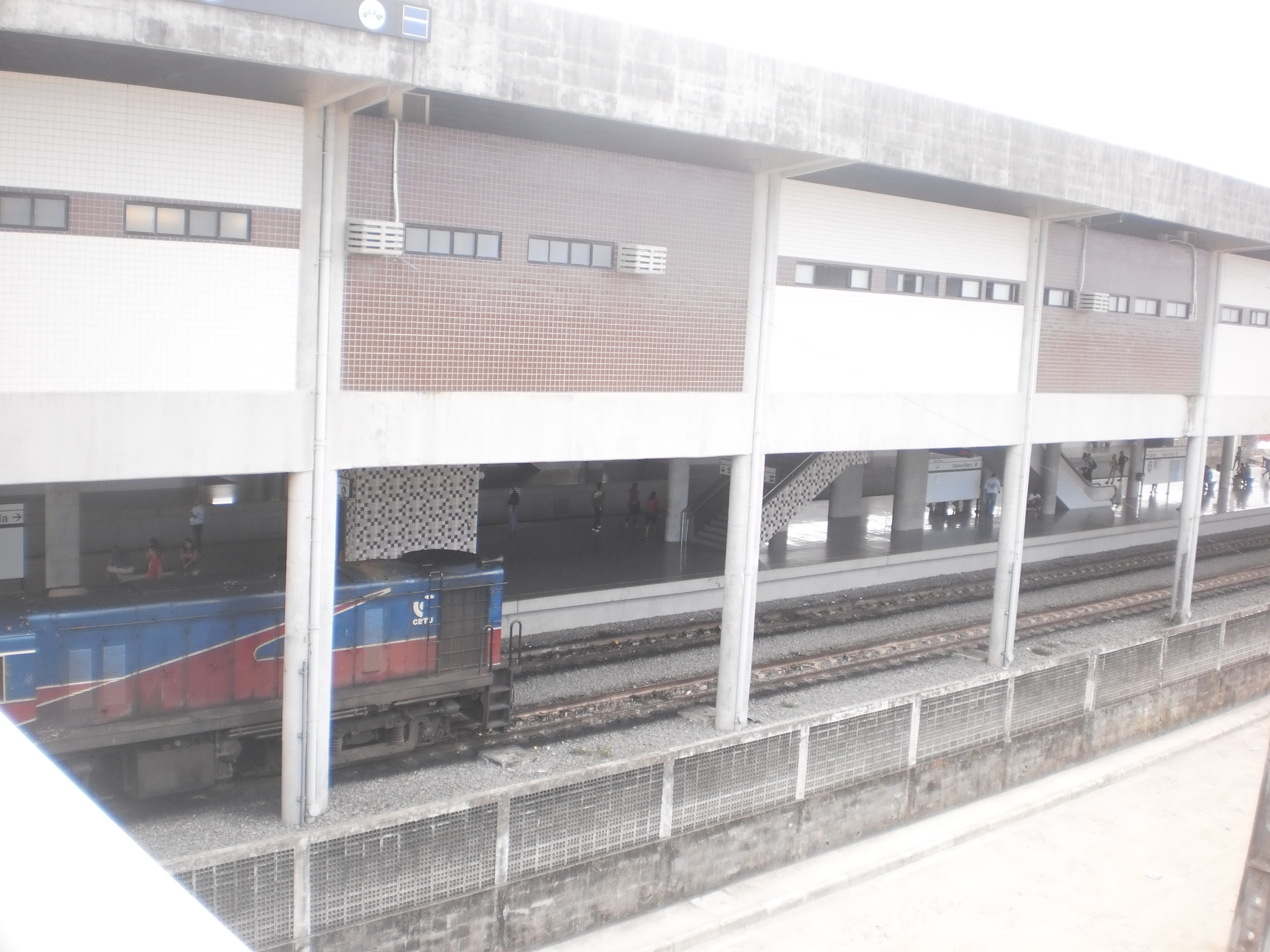
Estação Cajueiro Seco, que faz integração da linha Sul do Metrô com o VLT e terminal integrado de ônibus do SEI.

### Transportes
O município é muito bem servido pelas linhas de ônibus e metrô urbano. Conta com nove estações de metrô: Jaboatão, Engenho Velho, Floriano e Cavaleiro, na linha centro 1; Alto do Céu na linha centro 2; Porta Larga, Monte Guararapes, Prazeres e Cajueiro Seco, na linha sul. As linhas centro e sul ligam o centro de Jaboatão e Cajueiro Seco, respectivamente, ao centro do  Recife. A partir da estação Cajueiro Seco, há uma linha de veículo leve sobre trilhos que vai ao centro do município de Cabo de Santo Agostinho. Além da linha que liga a estação de Cajueiro Seco à do Curado, zona oeste do Recife.
O município ainda conta com o transporte complementar micro-ônibus que circula internamente entre os bairros da cidade.
Tarifas dos ônibus e micro ônibus que circulam pelos bairros de Jaboatão. Estudantes pagam meia passagem.
| Tipo         | Tarifa |
| ------------ | ------ |
| Onibus       | 3,45   |
| Micro ônibus | 3,00   |
| Aos domingos | 2,00   |

O município é cortado pelas rodovias BR-101, BR-232, BR-408, PE-017, PE-007, PE-025, PE-008, PE-009.

## Cultura

### Turismo
Possui grande infraestrutura Hoteleira, detém relevante patrimônio cultural, mas faltam políticas públicas para desenvolver a atividade turística.

#### Praias
Jaboatão tem três praias, sendo elas:
- Barra de Jangada: sua extensão é de aproximadamente 400m em praia quebrada, é considerada regular para banho. Localizada entre a Praia de Candeias ao norte e a Praia do Paiva no Cabo de Santo Agostinho ao sul, suas águas são pouco profundas com média intensidade de ondas. Ainda em Barra de Jangada existe a Ilha do Amor, uma praia de vegetação intocada que fica próxima à costa ligada a Praia do Paiva por um istmo de terra.[49]
- Candeias: sua extensão é de aproximadamente 3 quilômetros em praia de trechos quebrados e trechos ondulados. Localizada entre a Praia de Piedade ao norte e a Praia de Barra de Jangada ao sul, Candeias é uma das praias mais bonitas da cidade, seu calçadão é bem localizado com áreas de esporte e lazer, conta com vários restaurantes em seu entorno.[50]
- Piedade: sua extensão é de aproximadamente 4,5 quilômetros de praia quebrada. Localizada entre a Praia de Boa Viagem, ao norte, e a Praia de Candeias, ao sul, com ondas de média densidade ocorrendo erosão em alguns trechos, é a praia mais procurada da cidade nos fins de semana. Em sua orla, encontram-se os melhores hotéis da cidade, além de boates, bares e restaurantes. Foi divulgado recentemente que sua orla passaria por grandes reformas.[51]

#### Basílica de Nossa Senhora Auxiliadora

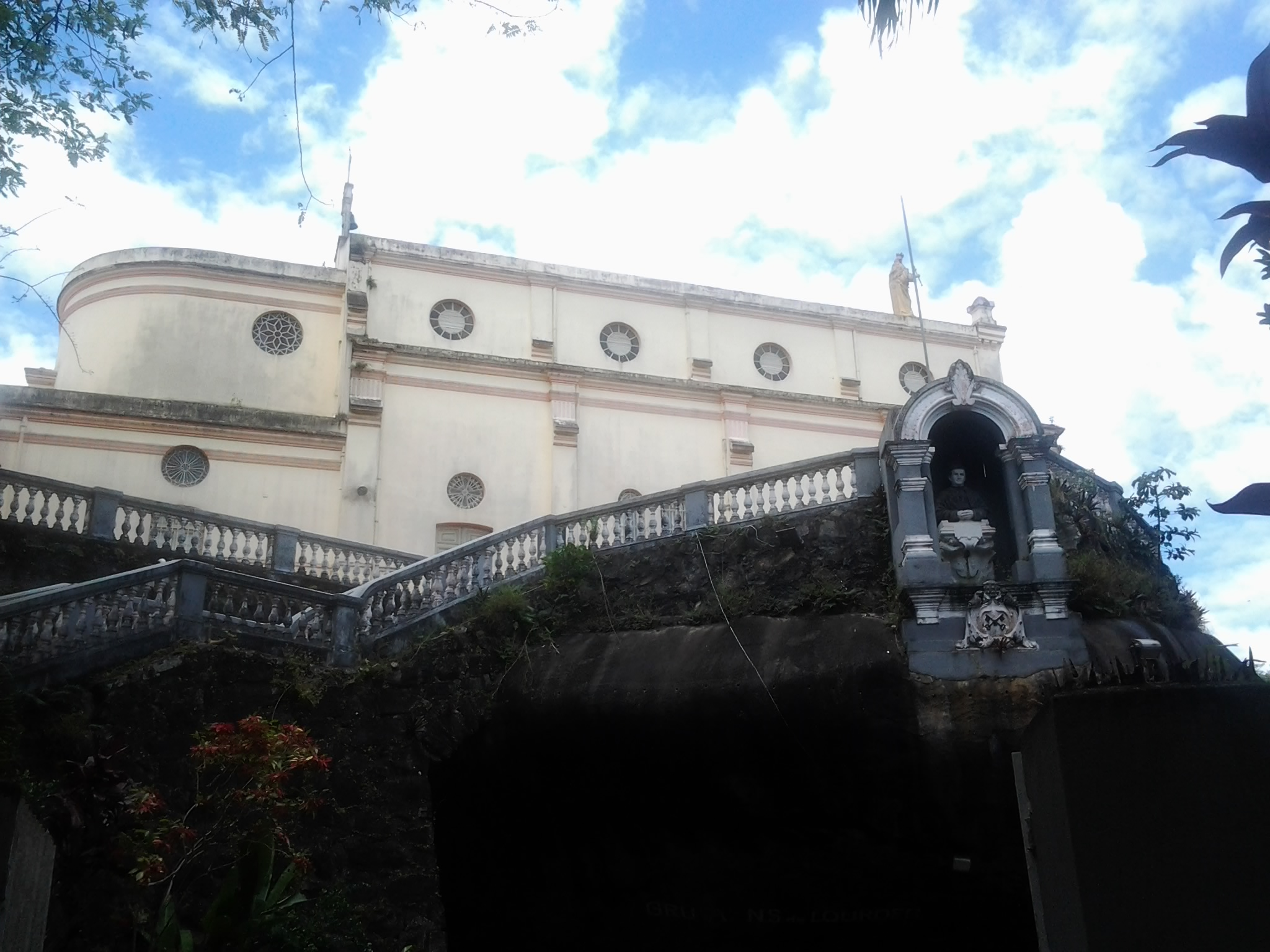
Basílica Nossa Auxiliadora situada em cima da rocha, abaixo se encontra a gruta N.Sra.De Lourdes no bairro do lote 92(Vila Rica) conhecida como Colônia dos Padres.

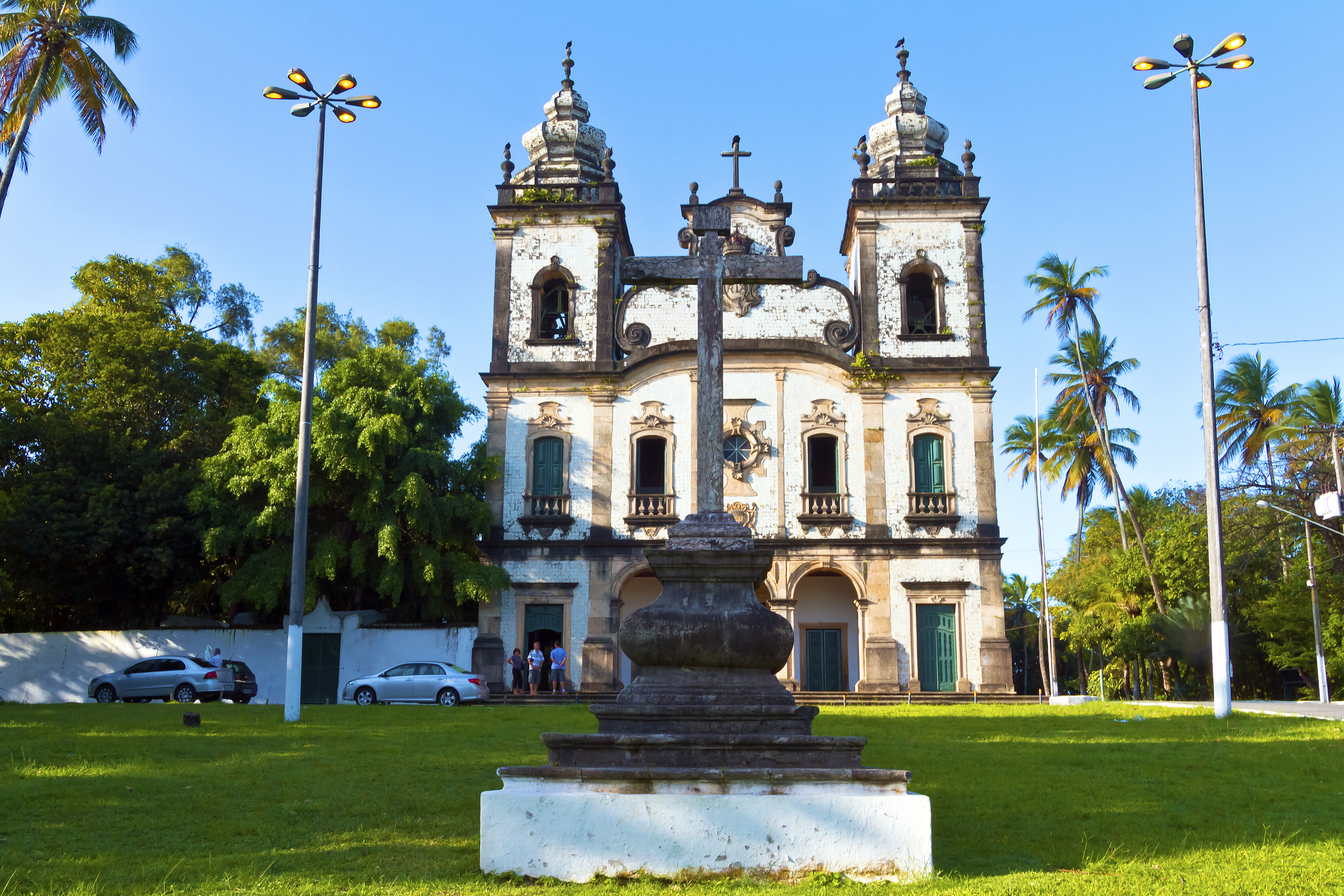
Igreja de Nossa Senhora dos Prazeres dos Montes Guararapes.

Foi construída em 1660, possivelmente edificada como pagamento de promessa após a invasão holandesa. Em 1670 foi criada sua irmandade com rico patrimônio canônico. É uma capela maneirista que passou para a propriedade da Ordem dos Beneditinos, depois de sofrer reformas. Chama atenção o belo jardim que a circunda. Passou a condição de Paróquia em 2013, anteriormente fazendo parte da paróquia vizinha, Nossa Senhora das Candeias. Como paróquia, possui quatro comunidades: Nossa Senhora do Loreto, Nossa Senhora da Conceição, Divino Mestre e São Sebastião.

#### Igreja Matriz de Nossa Senhora do Rosário
Fica no povoado de Muribeca. Erguida no século XVII, durante a invasão holandesa, foi depredada e transformada em fortaleza. Em 1781, foi reconstruída pelo proprietário do Engenho Santo André, Felipe Campelo. A igreja destaca-se do conjunto por sua proporção e imponência.

#### Santuário Basílica de Nossa Senhora Auxiliadora / Gruta de Nossa Senhora de Lourdes
O santuário foi construído em 1915, pelo padre italiano Antônio Villar, a pedido de Dom Bosco. Foi erguido sobre um monólito, no Antigo Engenho Suassuna. É de estilo romântico com forma externa bizantina e lá se encontra a imagem de Nossa Senhora Auxiliadora, com 4m de altura. O santuário está vinculado à Basílica de São Pedro, no Vaticano, e concede às pessoas que o visitam as mesmas indulgências da Basílica. Em 1918, deu-se a inauguração da escadaria de 52 degraus que leva à Gruta de Nossa Senhora de Lourdes, sobre a qual foi erguida a Igreja.

#### Igreja de Nossa Senhora do Rosário
No local mais antigo da cidade, há, hoje, uma praça. E é lá que foi erguida, no século XVII, a Igreja votiva à Nossa Senhora do Rosário, que possui lindos vitrais.

#### Igreja de Santo Amaro
Foi erguida em 1598, quando os proprietários do Engenho São João Batista doaram o terreno para sua construção. Em 1691, a igreja, já bastante avariada e distante do povoamento, foi transferida para o local atual. É uma das áreas mais elevadas da cidade, o que lhe confere posição de destaque.

#### Igreja de Nossa Senhora do Livramento
Construída no fim do século XVIII, tem o interior adornado por falsas janelas. Como a maioria das igrejas do município, é um atrativo urbano.

## Esportes
No passado a cidade possuiu vários clubes de futebol no Campeonato Pernambucano de Futebol, dentre eles o Asas Futebol Clube, a Associação Sportiva Companhia Portela e o Elmo Esporte Clube. Atualmente a cidade está representada pelo Jaguar, que joga como mandante no Estádio Jefferson de Freitas.